# Laguna de Pomacochas
Die Laguna de Pomacochas (dt. „See von Pomacochas“) ist ein Bergsee bei Pomacochas in der Provinz Bongará in den nordperuanischen Anden.
Er liegt auf einer Höhe von 2150 m, bedeckt eine Fläche von 4,35 km² mit einer Uferlänge von 8,7 km. Es wird vermutet, dass er an der tiefsten Stelle eine Tiefe von bis zu 80 Metern erreicht. Das Wasser des Sees von Pomacochas ist blau-grün. Neben archäologischen Stätten im Umfeld des Sees sind besonders Flora und Fauna interessant.
Mit Ruder- und Motorbooten, die in Pomacochas, Hauptort des Distrikts Florida, ausgeliehen werden können, kann der See ausführlich erkundet werden.